# Prima Categoria Lombardia 1964-1965
Il campionato di calcio di Prima Categoria 1964-1965 è stato il V livello del campionato italiano. A carattere regionale, fu il sesto campionato dilettantistico con questo nome dopo la riforma voluta da Zauli del 1958.
Questi sono i gironi organizzati dal Comitato Regionale Lombardo.

## Girone A

### Squadre partecipanti
| Squadra                             | Città (provincia)              | Stagione precedente |
| ----------------------------------- | ------------------------------ | ------------------- |
| S.S. Aurora Travagliato             | Travagliato (BS)               |                     |
| U.S. Breno Autoscuola Vallecamonica | Breno (BS)                     |                     |
| F.B.C. Chiari                       | Chiari (BS)                    |                     |
| U.S. Coffea Virle                   | Virle Treponti di Rezzato (BS) |                     |
| A.C. Crema                          | Crema (CR)                     |                     |
| S.S. Dalmine                        | Dalmine (BG)                   |                     |
| U.S. Darfo Boario                   | Darfo Boario Terme (BS)        |                     |
| A.S. Erminio Giana                  | Gorgonzola (MI)                |                     |
| A.C. Falck Vobarno                  | Vobarno (BS)                   |                     |
| U.S. Gandinese                      | Gandino (BG)                   |                     |
| D.A. Innocenti                      | Milano                         |                     |
| A.S.C. Leffe                        | Leffe (BG)                     |                     |
| U.S. Melzo                          | Melzo (MI)                     |                     |
| A.S. Niggeler & Küpfler Capriolo    | Capriolo (BS)                  |                     |
| U.S. Ponte San Pietro               | Ponte San Pietro (BG)          |                     |
| A.C. Sebinia                        | Lovere (BG)                    |                     |

### Classifica finale
|  | Pos. | Squadra                        | Pt | G  | V  | N  | P  | GF | GS | DR  |
|  | ---- | ------------------------------ | -- | -- | -- | -- | -- | -- | -- | --- |
|  | 1.   | Niggeler & Küpfler Capriolo    | 44 | 30 | 17 | 10 | 3  | 38 | 14 | +24 |
|  | 2.   | Darfo Boario                   | 43 | 30 | 19 | 5  | 6  | 46 | 23 | +23 |
|  | 3.   | Gandinese                      | 35 | 30 | 11 | 13 | 6  | 37 | 33 | +4  |
|  | 3.   | Coffea Virle                   | 35 | 30 | 10 | 15 | 5  | 35 | 22 | +13 |
|  | 5.   | Sebinia                        | 32 | 30 | 9  | 14 | 7  | 34 | 32 | +2  |
|  | 6.   | Ponte San Pietro               | 31 | 30 | 9  | 13 | 8  | 25 | 25 | 0   |
|  | 7.   | Dalmine                        | 30 | 30 | 10 | 10 | 10 | 50 | 40 | +10 |
|  | 7.   | Aurora Travagliato             | 30 | 30 | 8  | 14 | 8  | 30 | 30 | 0   |
|  | 9.   | Leffe                          | 28 | 30 | 4  | 20 | 6  | 29 | 28 | +1  |
|  | 9.   | Crema                          | 28 | 30 | 9  | 10 | 11 | 34 | 39 | -5  |
|  | 9.   | Chiari                         | 28 | 30 | 8  | 12 | 10 | 22 | 28 | -6  |
|  | 12.  | Innocenti                      | 27 | 30 | 7  | 13 | 10 | 31 | 42 | -11 |
|  | 13.  | Falck Vobarno                  | 24 | 30 | 4  | 16 | 10 | 19 | 32 | -13 |
|  | 14.  | Melzo                          | 23 | 30 | 5  | 13 | 12 | 30 | 39 | -9  |
|  | 15.  | Breno Autoscuola Vallecamonica | 22 | 30 | 4  | 14 | 12 | 22 | 34 | -12 |
|  | 16.  | Erminio Giana                  | 20 | 30 | 5  | 10 | 15 | 24 | 45 | -21 |

Legenda:
      Ammesso alle finali per la promozione in Serie D.
      Retrocesso in Seconda Categoria.
  Retrocesso e in seguito riammesso.
Regolamento:
Due punti a vittoria, uno a pareggio, zero a sconfitta.
Pari merito in caso di pari punti e spareggi in caso di pari punti in zona promozione e retrocessione.

## Girone B

### Squadre partecipanti
| Squadra                    | Città (provincia)       | Stagione precedente |
| -------------------------- | ----------------------- | ------------------- |
| U.S. Aurora Brollo Desio   | Desio (MI)              |                     |
| Pol. Biassonese            | Biassono (MI)           |                     |
| F.C. Cantù                 | Cantù (CO)              |                     |
| U.S. Caratese              | Carate Brianza (MI)     |                     |
| U.S. Casatese              | Casatenovo (CO)         |                     |
| Centro Sociale Cooperativo | Cusano Milanino (MI)    |                     |
| F.B.C. Cinisello           | Cinisello Balsamo (MI)  |                     |
| G.S. Concorezzese          | Concorezzo (MI)         |                     |
| G.S. Fonte di Gayum        | Canzo (CO)              |                     |
| S.S. Luciano Manara        | Barzanò (CO)            |                     |
| U.S. Morbegnese            | Morbegno (SO)           |                     |
| S.S. Pro Lissone           | Lissone (MI)            |                     |
| A.C. Pro Sesto             | Sesto San Giovanni (MI) |                     |
| F.B.C. Seregno             | Seregno (MI)            |                     |
| A.C. Villasanta            | Villasanta (MI)         |                     |
| A.S. Vis Nova              | Giussano (MI)           |                     |

### Classifica finale
|  | Pos. | Squadra                    | Pt | G  | V  | N  | P  | GF | GS | DR  |
|  | ---- | -------------------------- | -- | -- | -- | -- | -- | -- | -- | --- |
|  | 1.   | Aurora Brollo Desio        | 44 | 30 | 16 | 12 | 2  | 48 | 23 | +25 |
|  | 2.   | Pro Sesto                  | 42 | 30 | 18 | 6  | 6  | 56 | 26 | +30 |
|  | 3.   | Cantù                      | 39 | 30 | 15 | 9  | 6  | 33 | 16 | +17 |
|  | 4.   | Cinisello                  | 38 | 30 | 15 | 8  | 7  | 45 | 33 | +12 |
|  | 5.   | Caratese                   | 35 | 30 | 12 | 11 | 7  | 58 | 32 | +26 |
|  | 6.   | Fonte di Gayum             | 31 | 30 | 10 | 11 | 9  | 33 | 32 | +1  |
|  | 7.   | Casatese                   | 30 | 30 | 8  | 14 | 8  | 36 | 25 | +11 |
|  | 8.   | Pro Lissone                | 29 | 30 | 7  | 15 | 8  | 32 | 30 | +2  |
|  | 8.   | Centro Sociale Cooperativo | 29 | 30 | 11 | 7  | 12 | 30 | 36 | -6  |
|  | 8.   | Morbegnese                 | 29 | 30 | 8  | 13 | 9  | 26 | 37 | -11 |
|  | 11.  | Seregno                    | 27 | 30 | 7  | 13 | 10 | 24 | 30 | -6  |
|  | 12.  | Biassonese                 | 25 | 30 | 6  | 13 | 11 | 38 | 41 | -3  |
|  | 12.  | Concorezzese               | 25 | 30 | 6  | 13 | 11 | 25 | 37 | -12 |
|  | 14.  | Luciano Manara             | 22 | 30 | 4  | 14 | 12 | 27 | 46 | -19 |
|  | 15.  | Vis Nova                   | 21 | 30 | 3  | 15 | 12 | 20 | 45 | -25 |
|  | 16.  | Villasanta                 | 14 | 30 | 5  | 4  | 21 | 27 | 69 | -42 |

Legenda:
      Ammesso alle finali per la promozione in Serie D.
      Retrocesso in Seconda Categoria.
Regolamento:
Due punti a vittoria, uno a pareggio, zero a sconfitta.
Pari merito in caso di pari punti e spareggi in caso di pari punti in zona promozione e retrocessione.

## Girone C

### Squadre partecipanti
| Squadra                | Città (provincia)       | Stagione precedente |
| ---------------------- | ----------------------- | ------------------- |
| S.C. Antoniana         | Busto Arsizio (VA)      |                     |
| G.S. Carlo Mocchetti   | San Vittore Olona (MI)  |                     |
| U.S. Caronnese         | Caronno Pertusella (VA) |                     |
| U.S. Cassanesi         | Cassano Magnago (VA)    |                     |
| U.S. Induno Cassiopea  | Induno Olona (VA)       |                     |
| U.S. Inveruno          | Inveruno (MI)           |                     |
| S.C. Koplon Snia       | Cesano Maderno (MI)     |                     |
| F.B.C. Luino           | Luino (VA)              |                     |
| C.C. Magenta           | Magenta (MI)            |                     |
| G.S. M.T.C. Meda       | Meda (MI)               |                     |
| U.S. I.P.I. Nervianese | Nerviano (MI)           |                     |
| A.C. Nuvolone Sanyo    | Milano                  |                     |
| A.C. Parabiago         | Parabiago (MI)          |                     |
| U.S. Rescaldinese      | Rescaldina (MI)         |                     |
| F.B.C. Rhodense        | Rho (MI)                |                     |
| S.S. Sommese           | Somma Lombardo (VA)     |                     |

### Classifica finale
|  | Pos. | Squadra           | Pt | G  | V  | N  | P  | GF | GS | DR |
|  | ---- | ----------------- | -- | -- | -- | -- | -- | -- | -- | -- |
|  | 1.   | Rescaldinese      | 42 | 30 | 15 | 12 | 3  | 45 | 23 |    |
|  | 2.   | Carlo Mocchetti   | 39 | 30 | 16 | 7  | 7  | 45 | 26 |    |
|  | 3.   | Inveruno          | 37 | 30 | 14 | 9  | 7  | 37 | 28 |    |
|  | 3.   | Nuvolone Sanyo    | 37 | 30 | 13 | 11 | 6  | 34 | 27 |    |
|  | 5.   | Caronnese         | 36 | 30 | 14 | 8  | 8  | 45 | 25 |    |
|  | 5.   | Sommese           | 36 | 30 | 15 | 6  | 9  | 40 | 32 |    |
|  | 7.   | Koplon Snia       | 34 | 30 | 12 | 10 | 8  | 49 | 32 |    |
|  | 8.   | Antoniana         | 32 | 30 | 10 | 12 | 8  | 33 | 29 |    |
|  | 9.   | Parabiago         | 31 | 30 | 10 | 11 | 9  | 39 | 39 |    |
|  | 10.  | Cassanesi         | 30 | 30 | 11 | 8  | 11 | 29 | 35 |    |
|  | 11.  | MCT Meda (-1)     | 29 | 30 | 9  | 12 | 9  | 37 | 31 |    |
|  | 12.  | Luino             | 24 | 30 | 9  | 6  | 15 | 39 | 42 |    |
|  | 12.  | Rhodense          | 24 | 30 | 7  | 10 | 13 | 37 | 43 |    |
|  | 14.  | I.P.I. Nervianese | 23 | 30 | 6  | 11 | 13 | 27 | 36 |    |
|  | 15.  | Magenta           | 19 | 30 | 6  | 7  | 17 | 26 | 57 |    |
|  | 16.  | Induno Cassiopea  | 6  | 30 | 1  | 4  | 25 | 22 | 79 |    |

Legenda:
      Ammesso alle finali per la promozione in Serie D.
      Retrocesso in Seconda Categoria.
Regolamento:
Due punti a vittoria, uno a pareggio, zero a sconfitta.
Pari merito in caso di pari punti e spareggi in caso di pari punti in zona promozione e retrocessione.
Note:
M.T.C. Meda ha scontato 1 punto di penalizzazione in classifica per una rinuncia.

## Girone D

### Squadre partecipanti
| Squadra                      | Città (provincia)          | Stagione precedente |
| ---------------------------- | -------------------------- | ------------------- |
| G.S. Banco Ambrosiano        | Milano                     |                     |
| F.B.C. Belgioioso Constantes | Belgioioso (PV)            |                     |
| U.S. Castellana              | Castel San Giovanni (PC)   |                     |
| A.C. Codogno                 | Codogno (MI)               |                     |
| U.S. Corsico                 | Corsico (MI)               |                     |
| U.S. Fiorenzuola             | Fiorenzuola d'Arda (PC)    |                     |
| U.S. Gragnano                | Gragnano Trebbiense (PC)   |                     |
| S.S. Leoncelli               | Vescovato (CR)             |                     |
| U.S. Melegnanese             | Melegnano (MI)             |                     |
| U.S. Pergolettese            | Crema (CR)                 |                     |
| U.S. Pievese                 | Pieve del Cairo (PV)       |                     |
| U.S. Pontenurese             | Pontenure (PC)             |                     |
| U.S. Pontolliese             | Ponte dell'Olio (PC)       |                     |
| A.S. Sangiulianese           | San Giuliano Milanese (MI) |                     |
| S.G. Stradellina Primavera   | Stradella (PV)             |                     |
| A.C. Vigevano                | Vigevano (PV)              |                     |

### Classifica finale
|  | Pos. | Squadra               | Pt | G  | V  | N  | P  | GF | GS | DR  |
|  | ---- | --------------------- | -- | -- | -- | -- | -- | -- | -- | --- |
|  | 1.   | Leoncelli             | 44 | 30 | 17 | 10 | 3  | 59 | 21 | +38 |
|  | 2.   | Pontolliese           | 42 | 30 | 17 | 8  | 5  | 57 | 19 | +38 |
|  | 3.   | Vigevano              | 40 | 30 | 15 | 10 | 5  | 39 | 21 | +18 |
|  | 4.   | Pievese               | 38 | 30 | 15 | 8  | 7  | 44 | 27 | +17 |
|  | 5.   | Pergolettese          | 37 | 30 | 11 | 15 | 4  | 35 | 21 | +14 |
|  | 5.   | Melegnanese           | 37 | 30 | 12 | 13 | 5  | 32 | 22 | +10 |
|  | 7.   | Belgioioso Constantes | 27 | 30 | 9  | 9  | 12 | 38 | 54 | -16 |
|  | 7.   | Banco Ambrosiano      | 27 | 30 | 9  | 9  | 12 | 47 | 40 | +7  |
|  | 7.   | Corsico               | 27 | 30 | 8  | 11 | 11 | 32 | 43 | -11 |
|  | 7.   | Gragnano              | 27 | 30 | 9  | 9  | 12 | 35 | 42 | -7  |
|  | 7.   | Sangiulianese         | 27 | 30 | 9  | 9  | 12 | 35 | 47 | -12 |
|  | 7.   | Castellana            | 27 | 30 | 6  | 15 | 9  | 29 | 36 | -7  |
|  | 7.   | Codogno               | 27 | 30 | 7  | 13 | 10 | 35 | 41 | -6  |
|  | 14.  | Fiorenzuola           | 22 | 30 | 8  | 6  | 16 | 32 | 45 | -13 |
|  | 15.  | Pontenurese           | 18 | 30 | 3  | 12 | 15 | 28 | 56 | -28 |
|  | 16.  | Stradellina Primavera | 13 | 30 | 4  | 5  | 21 | 26 | 67 | -41 |

Legenda:
      Ammesso alle finali per la promozione in Serie D.
      Retrocesso in Seconda Categoria.
  Retrocesso e in seguito riammesso.
Regolamento:
Due punti a vittoria, uno a pareggio, zero a sconfitta.
Pari merito in caso di pari punti e spareggi in caso di pari punti in zona promozione e retrocessione.

## Spareggi promozione

### Semifinali
|                     | Risultato   |                     | Luogo e data               |  |
| ------------------- | ----------- | ------------------- | -------------------------- |  |
| Leoncelli           | 0 - 0       | Aurora Brollo Desio | Vescovato, 30 maggio 1965  |  |
| Rescaldinese        | 1 - 1       | Capriolo            | Rescaldina, 30 maggio 1965 |  |
|                     |             |                     |                            |  |
| Aurora Brollo Desio | 0 - 2 (dts) | Leoncelli           | Desio, 6 giugno 1965       |  |
| Capriolo            | 3 - 0       | Rescaldinese        | Capriolo, 6 giugno 1965    |  |
|                     |             |                     |                            |  |

### Finale
|           | Risultato |           | Luogo e data              |  |
| --------- | --------- | --------- | ------------------------- |  |
| Capriolo  | 0 - 2     | Leoncelli | Capriolo, 13 giugno 1965  |  |
| Leoncelli | 0 - 1     | Capriolo  | Vescovato, 17 giugno 1965 |  |
|           |           |           |                           |  |

- La Leoncelli è promossa in Serie D 1965-66.

### Giornali
- La Gazzetta dello Sport, stagione 1964-65, consultabile presso le Biblioteche:
  - Biblioteca Nazionale Braidense di Milano;
  - Biblioteca Nazionale Centrale di Firenze;
  - Biblioteca Nazionale Centrale di Roma;
  - Biblioteca Civica Berio di Genova;
  - e presso Emeroteca del C.O.N.I. di Roma (non è online ma è da consultare in sede).

### Libri
- Annuario F.I.G.C. 1964-65, Roma (1965) conservato presso:
  - tutti i Comitati Regionali F.I.G.C.-L.N.D.;
  - la Lega Nazionale Professionisti;
  - la Biblioteca Nazionale Centrale di Firenze;
  - la Biblioteca Nazionale Centrale di Roma.
- Arturo Rossi, 1919-1989 70° settant'anni di sport - numero unico U.S. Nervianese 1919 Sez. Calcio, Nerviano, Stampato da Idealgrafica, 1989.
- Pietro Serina, La Sebinia - Un secolo della nostra storia, Castenedolo, Stampato da Stilgraf, settembre 2000,  p. 108.